# Liv Racing TeqFind
Liv Racing TeqFind (Kod UCI: LIV) – holenderska profesjonalna kobieca grupa kolarska powstała w 2005 roku pod nazwą DSB Bank. W latach 2019–2020 sponsorowana była przez polską firmę obuwniczą CCC i producenta rowerów Giant, właściciela marki Liv. Z końcem sezonu 2023 drużyna połączyła się z Team Jayco AlUla i utworzyła grupę Liv AlUla Jayco.
Zespół, pod nazwą Rabobanku, zdobył srebrny medal w drużynowej jeździe na czas podczas szosowych mistrzostw świata 2012 i 2013 roku. Ponadto w sezonach 2011, 2012 i 2013 zwyciężał w klasyfikacji drużynowej Pucharu Świata kobiet w kolarstwie szosowym.
Ekipa prowadzona była przez byłego kolarza Koosa Moerenhouta.

## Nazwa grupy w poszczególnych latach
| lata      | nazwa                             |
| --------- | --------------------------------- |
| 2005      | DSB Bank                          |
| 2006      | DSB Bank–Ballast Nedam            |
| 2007–2008 | DSB-bank                          |
| 2009      | DSB Bank–Nederland bloeit         |
| 2010–2011 | Nederland Bloeit                  |
| 2012      | Stichting Rabo Women Cycling Team |
| 2012      | Rabobank Women Cycling Team       |
| 2013      | Rabobank-Liv Giant                |
| 2014–2016 | Rabo Liv Women Cycling Team       |
| 2017      | WM3 Pro Cycling                   |
| 2018      | WaowDeals Pro Cycling             |
| 2019–2020 | CCC-Liv                           |
| 2021      | Liv Racing                        |
| 2022      | Liv Racing-Xstra                  |
| 2023      | Liv Racing TeqFind                |

## Ostatni skład
Stan na styczeń 2023
| Skład drużyny 2023        | Skład drużyny 2023 | Skład drużyny 2023 | Skład drużyny 2023               |
| Imię i nazwisko           | Data urodzenia     | Państwo            | Poprzednia grupa                 |
| ------------------------- | ------------------ | ------------------ | -------------------------------- |
| Caroline Andersson        | 29 lipca 2001      | Szwecja            | Coop-Hitec Products (2022)       |
| Rachele Barbieri          | 21 lutego 1997     | Włochy             | Bepink (2019)                    |
| Eva Buurman               | 7 września 1994    | Holandia           | Tibco-Silicon Valley Bank (2021) |
| Thalita de Jong           | 6 listopada 1993   | Holandia           | Jegg-de Jonge Renner (2022)      |
| Valerie Demey             | 17 stycznia 1994   | Belgia             | Lotto Soudal Ladies (2018)       |
| Margarita Victoria García | 2 stycznia 1984    | Hiszpania          | UAE Team ADQ (2022)              |
| Marta Jaskulska           | 25 marca 2000      | Polska             |                                  |
| Jeanne Korevaar           | 24 września 1996   | Holandia           | Jan van Arckel (2015)            |
| Ayesha McGowan            | 2 kwietnia 1987    | Stany Zjednoczone  |                                  |
| Tereza Neumanová          | 9 sierpnia 1998    | Czechy             | World Cycling Centre (2021)      |
| Katia Ragusa              | 19 maja 1997       | Włochy             | A.R. Monex Women's (2021)        |
| Silke Smulders            | 1 kwietnia 2001    | Holandia           | Lotto Soudal Ladies (2021)       |
| Sabrina Stultiens         | 8 lipca 1993       | Holandia           | Sunweb (2017)                    |
| Quinty Ton                | 4 sierpnia 1998    | Holandia           | GT Krush Tunap (2021)            |
| Amber van der Hulst       | 21 września 1999   | Holandia           | Parkhotel Valkenburg (2021)      |
|                           |                    |                    |                                  |
| Źródło: ProCyclingStats   |                    |                    |                                  |